# Ludwik Barszczewski
Ludwik Barszczewski (Vilnius, 13 gennaio 1919 – Varsavia, 2 novembre 2002) è stato un cestista polacco.

## Carriera
Ha disputato i Campionati europei del 1947 con la Polonia.